# Mîhailo Semenko
Mîhailo Vasîlovîci Semenko (în ucraineană Миха́йло Васи́льович Семе́нко — n. 31 decembrie 1892/12 ianuarie 1893, Kîbînți, Raionul Mîrhorod, Regiunea Poltava, Ucraina – d. 23 octombrie 1937, Kiev, RSS Ucraineană, URSS) a fost scriitor ucrainean de avangardă și exponent al futurismului [Futurism ucrainean[ucrainean]].

## Biografie
Semenko a studiat la Institutul de Neuropsihiatrie din Sankt Petersburg între 1911 și 1914. Prima sa publicație a fost colecția de poezii Preludiu în 1913. În anul următor, 1914 a plecat la Kiev, dar după izbucnirea Primului Război Mondial s-a mutat la Vladivostok, unde a lucrat ca operator de telegraf între 1916 și 1917, unde s-a și alăturat grupului subteran al PSRDS (B). În 1917 s-a întors la Kiev, unde a acționat ca lider în renașterea și dezvoltarea literaturii naționale ucrainene.
Pe 26 aprilie 1937, a fost arestat de NKVD împreună cu alți scriitori ucraineni și acuzat de „activități contrarevoluționare active.” Pe 23 octombrie 1937 a fost condamnat și în aceeași zi a fost împușcat într-o închisoare din Kiev, fiind apoi îngropat într-o groapă comună din pădurea Bykivnya.
La mijlocul anilor 1960, Semenko a fost reabilitat.